# Tetragnatha eumorpha
Tetragnatha eumorpha este o specie de păianjeni din genul Tetragnatha, familia Tetragnathidae, descrisă de Okuma, 1987. Conform Catalogue of Life specia Tetragnatha eumorpha nu are subspecii cunoscute.